# تقسیم ایرلند

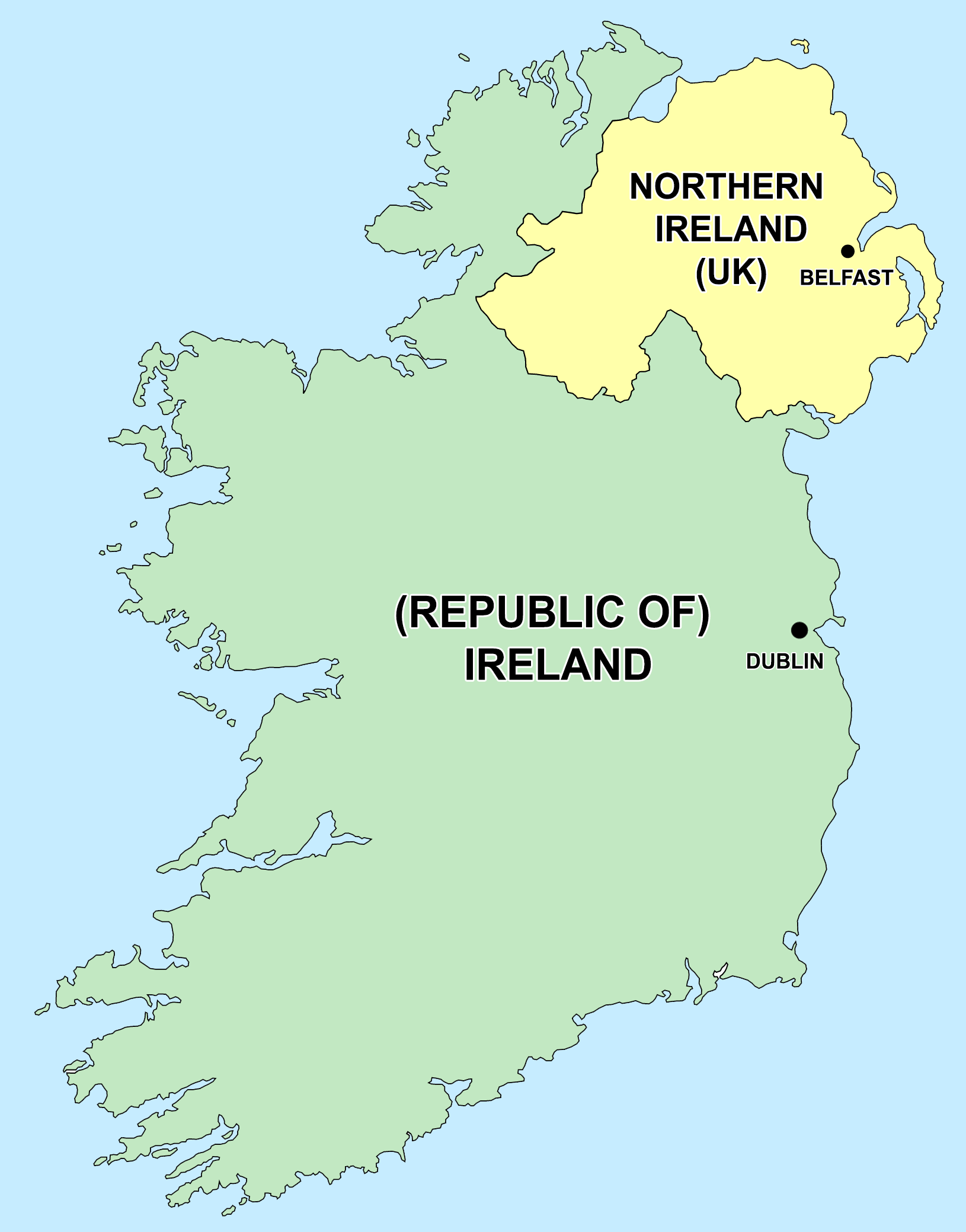
نقشه سیاسی ایرلند

تقسیم ایرلند (انگلیسی: partition of Ireland، ایرلندی: críochdheighilt na hÉireann) فرایندی بود که طی آن دولت پادشاهی متحد بریتانیای کبیر و ایرلند ایرلند را به دو بدنه سیاسی خودمختار ایرلند شمالی و ایرلند جنوبی تقسیم کرد. این کار در ۳ مه ۱۹۲۱ طی قانون ۱۹۲۰ دولت ایرلند تصویب شد. این قانون برای باقی ماندن هر دو سرزمین در پادشاهی بریتانیا در نظر گرفته شده بود و مقررات احتمالی اتحاد دوباره آن‌ها را شامل می‌شد. ایرلند شمالی کوچک‌تر با دولتی قدرت‌سپاری‌شده تشکیل شد و بخشی از بریتانیا باقی ماند. در عوض ایرلند جنوبی بزرگتر که توسط بیشتر شهروندانش به رسمیت شناخته نمی‌شد، به صورت خودخوانده اعلام ایجاد جمهوری ایرلند را کرد. به دنبال پیمان انگلیس و ایرلند، قلمرو ایرلند جنوبی، پادشاهی بریتانیا را ترک کرد و به دولت آزاد ایرلند تبدیل شد که امروزه به نام جمهوری ایرلند شناخته می‌شود.